# Primeira Divisão 1938-1939
L'edizione 1938-39 della Primeira Divisão vide la vittoria finale del Porto.
Fu la prima edizione riconosciuta “ab initio” dalla Federazione. Nel 1938 infatti, il vecchio Campionato del Portogallo fu sostituito dalla Coppa del Portogallo, e alla Liga passò il titolo nazionale.
Il campionato fu in realtà la fase finale nazionale che seguì le qualificazioni provinciali che si svolsero nell'autunno 1938. Metà dei posti furono riservati a Lisbona.
Capocannoniere del torneo fu Costuras (Porto), con 18 reti.

## Classifica finale
|  |    | Classifica finale 1938-39 | Pt | G  | V  | N | P  | GF | GS | DR  |
|  | -- | ------------------------- | -- | -- | -- | - | -- | -- | -- | --- |
|  | 1. | Porto                     | 23 | 14 | 10 | 3 | 1  | 57 | 20 | +37 |
|  | 2. | Sporting Lisbona          | 22 | 14 | 10 | 2 | 2  | 44 | 17 | +27 |
|  | 3. | Benfica                   | 21 | 14 | 9  | 3 | 2  | 44 | 24 | +20 |
|  | 4. | Belenenses                | 13 | 14 | 6  | 1 | 7  | 38 | 29 | +9  |
|  | 5. | Académica                 | 11 | 14 | 4  | 3 | 7  | 27 | 39 | -12 |
|  | 6. | Barreirense               | 10 | 14 | 4  | 2 | 8  | 21 | 27 | -6  |
|  | 7. | Académico                 | 10 | 14 | 5  | 0 | 9  | 30 | 61 | -31 |
|  | 8. | Casa Pia                  | 2  | 14 | 1  | 0 | 13 | 12 | 56 | -44 |

### Verdetti
- Porto campione di Portogallo 1938-39.

## Risultati
|                  | POR  | SPO | BEF | BEL | ACD | BAR | ACO | CAS  |
| Porto            |      | 2-1 | 3-3 | 5-2 | 3-1 | 6-1 | 4-0 | 10-0 |
| Sporting Lisbona | 4-4  |     | 0-1 | 2-0 | 3-1 | 2-1 | 7-0 | 5-1  |
| Benfica          | 4-1  | 1-4 |     | 3-4 | 4-0 | 1-0 | 5-2 | 10-1 |
| Belenenses       | 1-3  | 0-2 | 2-3 |     | 8-1 | 1-2 | 7-2 | 7-1  |
| Académica        | 1-2  | 2-2 | 3-3 | 0-0 |     | 3-1 | 5-4 | 4-0  |
| Barreirense      | 0-0  | 0-3 | 1-1 | 0-2 | 3-2 |     | 6-0 | 3-1  |
| Académico        | 1-12 | 2-5 | 3-4 | 3-1 | 6-2 | 3-2 |     | 1-0  |
| Casa Pia         | 1-2  | 2-4 | 0-1 | 2-3 | 0-2 | 2-1 | 1-3 |      |
| ---------------- | ---- | --- | --- | --- | --- | --- | --- | ---- |